# Tja čez: soneti
Tja čez: soneti (COBISS) je pesniška zbirka Ervina Fritza, izšla je leta 2002 pri Knjižni zadrugi.

## Vsebina
Zbirko sestavlja devetinšestdeset pesmi: uvodna praktična pesem Tja čez, sedeminšestdeset sonetov, ki tvorijo jedro zbirke, in zaključek, ki ga vzpostavi osemkitična pesem Opus nič.
Soneti so razdeljeni na pet razdelkov, ki so naslovljeni (»Med zgodovino in zgodovino«, »Tostran krtine«, »Groza ima svoj vonj«, »Zvezdni lestenec niha«, »Na svojo pest«). Sonete znotraj enega razdelka povezuje naslov in sorodna tematika. Število sonetov v posameznem razdelku je različno.
Uvodna in sklepna pesem kot zunajciklični enoti oklepata celoto.